# Fasciamirus
Fasciamirus is een geslacht van haften (Ephemeroptera) uit de familie Leptophlebiidae.

## Soorten
Het geslacht Fasciamirus omvat de volgende soorten:
- Fasciamirus rae